# USS Coghlan (DD-606)
DD 606 Coghlan (Корабль соединённых штатов Кохэйн) — американский эсминец типа Benson.
Заложен на верфи Bethlehem Steel, San Francisco 28 марта 1941 года. Заводской номер: 5369. Спущен 12 февраля 1942 года, вступил в строй 10 июля 1942 года.
Выведен в резерв 31 марта 1947 года. Из состава ВМС США исключён 1 июля 1971 года.
Продан 25 мая 1973 года фирме «Southern Scrap Material Co. LTD.» в Новый Орлеан и разобран на слом.